# Dall Island
Dell Island är en 658 km² stor ö, som ingår i Alexanderarkipelagen i den amerikanska delstaten Alaska. Ön hette först Quadra, men fick sitt nya namn 1879, då den uppkallades efter naturforskaren William Healey Dall.
År 2000 bodde det endast 20 personer på Dall Island.